# V849 Ophiuchi
| V849 Ophiuchi Nova Ophiuchi 1919                        | V849 Ophiuchi Nova Ophiuchi 1919                                |
| ------------------------------------------------------- | --------------------------------------------------------------- |
| Beobachtungsdaten Äquinoktium: J2000.0, Epoche: J2000.0 |                                                                 |
| Sternbild                                               | Ophiuchus                                                       |
| Rektaszension                                           | 18h 14m 07s                                                     |
| Deklination                                             | +11° 36′ 43″                                                    |
| Helligkeit (V-Band)                                     | 17,5 mag Maximum als Nova: 7,5 mag                              |
| Geschichte                                              |                                                                 |
| Entdeckung                                              | Johanna C. S. Mackie, Harvard College Observatory, fotografisch |
| Weitere Bezeichnungen                                   |                                                                 |
| HD 167276                                               |                                                                 |

V849 Ophiuchi (kurz V849 Oph) ist ein kataklysmischer Veränderlicher im Sternbild Ophiuchus, der im Jahr 1919 als Nova mit der Bezeichnung Nova Ophiuchi 1919 aufleuchtete und dabei eine maximale scheinbare Helligkeit von 7,5 mag erreichte.
Die Nova wurde während einer systematischen Suche des Harvard College Observatory von Johanna C. S. Mackie auf Fotografien entdeckt. Ihre früheste Spur konnte auf eine Fotoplatte vom 20. August 1919 zurückverfolgt werden, auf der sie eine Helligkeit von 9,4 mag aufwies. Ihre maximale Helligkeit erreichte die Nova am 13. September desselben Jahres mit 7,5 mag. Die Magnitude fiel dann im Oktober auf 9,5 mag, um am 5. November nochmals ein vergleichbares Helligkeitsmaximum wie Mitte September zu erreichen. Am 13. November hatte die Nova auf 8,8 mag abgenommen und die Helligkeit sank in der Folge kontinuierlich auf unter 11 mag.